# Jordan Bolger
Jordan Bolger (Radford, 9 novembre 1994) è un attore britannico.

## Biografia
Nato a Radford, a Coventry, in Inghilterra, da padre giamaicano e madre inglese, ha un fratello, Daniell. È stato cresciuto dalla madre Liz, istruttrice di palestra. Da ragazzo ha praticato il Taekwondo e la Kickboxing.
Si è formato come ballerino presso la Tring Park School for the Performing Arts.
Inizialmente intendeva diventare un ballerino professionista, ma dopo un infortunio durante un provino di danza decise di fare un provino come attore.
Il suo primo ruolo da attore è stato quello di Isaiah Jesus nella serie televisiva britannica Peaky Blinders. Ha recitato nella serie in 13 episodi dal 2014 al 2017, prima di abbandonarla a causa di impegni sovrapposti.
Nel 2018 prende parte al dramma fantascientifico post-apocalittico The 100, nel ruolo di Miles Ezekial Shaw.
Nel 2021, è stato scelto per un ruolo ricorrente nella serie spin-off di Star Wars, The Book of Boba Fett.
Nel 2022, ha un ruolo nel film The Woman King.

## Filmografia parziale

### Cinema
- The Habit of Beauty, regia di Mirko Pincelli (2016)
- Non bussate a quella porta (Don't Knock Twice), regia di Caradog W. James (2016)
- iBoy, regia di Adam Randall (2017)
- Scarborough, regia di Barnaby Southcombe (2018)
- Tom & Jerry, regia di Tim Story (2021)
- The Woman King, regia di Gina Prince-Bythewood (2022)
- The Crow - Il corvo (The Crow), regia di Rupert Sanders (2024)

### Televisione
- Peaky Blinders – serie TV, 13 episodi (2014-2017)
- Casualty – serie TV, episodio 29x36 (2015)
- Into the Badlands – serie TV, 3 episodi (2017)
- In the Dark – serie TV, 2 episodi (2017)
- The 100 – serie TV, 11 episodi (2018-2019)
- The Book of Boba Fett – serie TV, 3 episodi (2022)
- This Town – serie TV, 6 episodi (2024)

## Doppiatori italiani
Nelle versioni in italiano delle opere in cui ha recitato, Jordan Bolger è stato doppiato da:
- Francesco Fabbri in The Book of Boba Fett
- Emanuele Ruzza in The 100
- Jacopo Castagna in Peaky Blinders
- Stefano Sperduti in The Woman King
- Daniele Di Matteo in The Habit of Beauty
- Gabriele Vender in The Crow - Il corvo
- Dimitri Winter in iBoy
- Alex Polidori in Tom & Jerry